# وزارة الإعلام (السعودية)
وزارة الإعلام السعودية مهمتها التعريف بالهوية السعودية والمحافظة عليها، ونقل الصورة الحقيقية لأسلوب حياة السعوديين، مع إبراز إنجازات الدولة ومواقفها الإقليمية والعالمية، إضافة إلى التصدي لكافة الأخبار التي تتناقض مع الصورة الحقيقية. كما تُشرف على الصحف والمجلات والقنوات وجميع الوسائل الإعلامية الأخرى. ويتولى وزارتها سلمان يوسف الدوسري.

## تاريخ الوزارة
- كانت البدايات الأولى للإعلام السعودي عندما تم إنشاء صحيفة أم القرى عام 1343هـ في عهد الملك عبد العزيز آل سعود، التي تنشر كل ما يصدر عن الدولة من قرارات وبيانات حكومية تخص المواطن السعودي.
- في عام 1355هـ أمر عبد العزيز آل سعود بإنشاء مجلس للدعاية والحج يتبع وزارة المالية للقيام بمواجهة الحملات المغرضة ضد المملكة. ثم أُنشئت الإذاعة السعودية بمرسوم ملكي بتاريخ 22/ 09 / 1368هـ، بتوقيع الملك عبد العزيز موجّه إلى الأمير فيصل بن عبد العزيز بتنفيذ الفكرة بهدف ربط المملكة بالعالم الخارجي ونشر الثقافة والمعرفة في البلاد، وفي سبيل تحقيق ذلك استعانت المملكة بخبراء سودانيين لما لهم من خبرة سابقة في هذا المجال، فقد كان هؤلاء الخبراء منتدبين من وزارة الإعلام السودانية ومن هيئة الإذاعة السودانية، وقام هذا الفريق بتدريب عدد من السعوديين على العمل الإذاعي واستمر البث لفترة من الزمن تحت إشراف هذا الفريق (لا سيما الإشراف الهندسي وتنسيق البرامج).[2]
- وصدر المرسوم الملكي بتاريخ 1374/06/17هـ بتسمية الإذاعة بالمديرية العامة للإذاعة. بعد ذلك تم إنشاء المديرية العامة للصحافة والنشر وتم ربط الإذاعة بها وتعيين معالي الشيخ عبدالله عمر بلخير مديراً عامة للمديرية، ثم صدر نظام المطبوعات والنشر عام 1378هـ. ومع تزايد الاهتمام بالإعلام محلياً ودولياً واتساع النطاق، أصدر الملك فيصل مرسوم ملكي بتاريخ 1382/10/09هـ بتحويل المديرية العامة للصحافة والنشر إلى وزارة للإعلام لتشرف على وسائل الإعلام.
- في عام 1424هـ صدر قرار مجلس الوزراء بتعديل مسمى وزارة الإعلام بحيث يكون وزارة الثقافة والإعلام.
- في 17 رمضان 1439هـ، صدر الأمر الملكي بإنشاء وزارة للثقافة وفصلها عن الإعلام، وتنقل إليها المهام والمسؤوليات المتعلقة بنشاط الثقافة، وتعديل اسم «وزارة الثقافة والإعلام» ليكون «وزارة الإعلام».[3]

## مهام الوزارة
- وضع منهج إعلامي يكفل حرية التعبير.
- أن يكون الإعلام السعودي إعلاماً متميزاً ومؤثراً وفاعلاً وأداة استراتيجية في السياسة الداخلية للمملكة.
- التصدي للهجمات الإعلامية الخارجية.
- توليد شعور الوطنية والانتماء الوطني ومحاربة الفكر الضال ومحفز للتعريف بالثقافات السعودية المختلفة.
- تعزيز مكانة الإعلام السعودي بين وسائل الإعلام العربية المتقدمة.
- السعي إلى تلبية الاهتمامات المتعددة للمتلقين.
- احداث تغيرات شاملة وعميقة بالنسبة للإعلام المسموع والمرئي وبناء الثقة بين الإعلام السعودي ومتلقيه.[4]
- تطوير عناصر التخطيط إن كانت موارد بشرية أو موارد مالية أو إجراءات وآلياتها التنفيذية والتشغيلية بما يناسب تطلعات الوزارة المستقبلية.
- كسب معركة المصداقية والصدق، وتقديم المعلومات والتحليلات الحقيقة التي تساهم في دعم ثقة المواطن بالإعلام السعودي وثقافته وانتمائه.
- تطوير الإعلام بكل أجهزته المرئية والمسموعة ليتلازم العمل الثقافي مع الإعلامي بشكل يخلق التكامل ويحقق المصالح العليا للمملكة العربية السعودية.[5][6][7]

## وزراء الإعلام
| الترتيب | الصورة                               | الوزير                      | الوزارة                                | بداية الفترة                         | نهاية الفترة                                               | في عهد                                                | مراجع  |
| ------- | ------------------------------------ | --------------------------- | -------------------------------------- | ------------------------------------ | ---------------------------------------------------------- | ----------------------------------------------------- | ------ |
| 1       |                                      | جميل بن إبراهيم الحجيلان    | وزارة الإعلام (1963 - 2003)            | 1384 هـ مارس 1963 م                  | 1390 هـ 1970 م                                             | سعود بن عبد العزيز آل سعود فيصل بن عبد العزيز آل سعود | [ 8 ]  |
| 2       |                                      | إبراهيم بن عبد الله العنقري | وزارة الإعلام (1963 - 2003)            | 1390 هـ 1970 م                       | 20 رمضان 1395 هـ 25 سبتمبر 1975 م                          | فيصل بن عبد العزيز آل سعود خالد بن عبد العزيز آل سعود | [ 9 ]  |
| 3       |                                      | محمد عبده يماني             | وزارة الإعلام (1963 - 2003)            | 20 رمضان 1395 هـ 25 سبتمبر 1975 م    | 11 رجب 1403 هـ 24 أبريل 1983 م                             | خالد بن عبد العزيز آل سعود فهد بن عبد العزيز آل سعود  |        |
| 4       |                                      | علي بن حسن الشاعر           | وزارة الإعلام (1963 - 2003)            | 11 رجب 1403 هـ 24 أبريل 1983 م       | 6 ربيع الأول 1416 هـ 3 أغسطس 1995 م                        | فهد بن عبد العزيز آل سعود                             | [ 10 ] |
| 5       |                                      | فؤاد بن عبد السلام الفارسي  | وزارة الإعلام (1963 - 2003)            | 6 ربيع الأول 1416 هـ 3 أغسطس 1995م   | 28 ذو الحجة 1425 هـ 8 فبراير 2005 م                        | فهد بن عبد العزيز آل سعود                             | [ 10 ] |
| 5       | وزارة الثقافة والإعلام (2003 - 2018) | فؤاد بن عبد السلام الفارسي  |                                        | 6 ربيع الأول 1416 هـ 3 أغسطس 1995م   | 28 ذو الحجة 1425 هـ 8 فبراير 2005 م                        | فهد بن عبد العزيز آل سعود                             | [ 10 ] |
| 6       |                                      | إياد بن أمين مدني           | 28 ذو الحجة 1425 هـ 8 فبراير 2005 م    | 19 صفر 1430 هـ 14 فبراير 2009 م      | فهد بن عبد العزيز آل سعود عبد الله بن عبد العزيز آل سعود   |                                                       |        |
| 7       |                                      | عبد العزيز خوجة             | 19 صفر 1430 هـ 14 فبراير 2009 م        | 12 محرم 1436 هـ 5 نوفمبر 2014 م      | عبد الله بن عبد العزيز آل سعود                             |                                                       |        |
| 8       |                                      | بندر بن محمد بن حمزة حجار   | 12 محرم 1436 هـ 5 نوفمبر 2014 م        | 16 صفر 1436 هـ 8 ديسمبر 2014 م       | عبد الله بن عبد العزيز آل سعود                             |                                                       |        |
| 9       |                                      | عبد العزيز الخضيري          | 16 صفر 1436 هـ 8 ديسمبر 2014 م         | 9 ربيع الآخر 1436 هـ 29 يناير 2015 م | عبد الله بن عبد العزيز آل سعود سلمان بن عبد العزيز آل سعود |                                                       |        |
| 10      |                                      | عادل الطريفي                | 9 ربيع الآخر 1436 هـ 29 يناير 2015     | 25 رجب 1438 هـ 22 أبريل 2017 م       | سلمان بن عبد العزيز آل سعود                                | [ 11 ] [ 12 ]                                         |        |
| 11      |                                      | عواد العواد                 | 25 رجب 1438 هـ 22 أبريل 2017 م         | 20 ربيع الآخر 1440 27 ديسمبر 2018 م  | سلمان بن عبد العزيز آل سعود                                | [ 12 ] [ 13 ]                                         |        |
| 11      | وزارة الإعلام (2018 - الآن)          | عواد العواد                 | 25 رجب 1438 هـ 22 أبريل 2017 م         | 20 ربيع الآخر 1440 27 ديسمبر 2018 م  | سلمان بن عبد العزيز آل سعود                                | [ 12 ] [ 13 ]                                         |        |
| 12      |                                      | تركي الشبانة                | 20 ربيع الآخر 1440 هـ 27 ديسمبر 2018 م | 1 رجب 1441 هـ 25 فبراير 2020 م       | سلمان بن عبد العزيز آل سعود                                | [ 13 ] [ 14 ]                                         |        |
| 13      |                                      | ماجد القصبي                 | 1 رجب 1441 هـ 25 فبراير 2020 م         | 13 شعبان 1444هـ 5 مارس 2023م         | سلمان بن عبد العزيز آل سعود                                | [ 14 ]                                                |        |
| 14      |                                      | سلمان يوسف الدوسري          | 13 شعبان 1444هـ 5 مارس 2023م           | الآن                                 | سلمان بن عبد العزيز آل سعود                                | [ 15 ]                                                |        |